# Fuchslochbachtal
Fuchslochbachtal este o arie protejată (arie specială de conservare — SAC, sit de importanță comunitară — SCI) din Germania întinsă pe o suprafață de 10,54 ha, integral pe uscat.

## Localizare
Centrul sitului Fuchslochbachtal este situat la coordonatele 51°20′54″N 6°56′14″E / 51.3483°N 6.9372°E.

## Înființare
Situl Fuchslochbachtal a fost declarat sit de importanță comunitară în martie 2001 pentru a proteja 1 specie de animale. Situl a fost protejat și ca arie specială de conservare în septembrie 2005.

## Biodiversitate
Situată în ecoregiunea continentală, aria protejată conține 1 habitat natural: Păduri de fag Luzulo-Fagetum.
La baza desemnării sitului se află o specie protejată de  nevertebrate: rădașcă (Lucanus cervus).